# Lista de países por doações ao desenvolvimento internacional
A ajuda internacional para o desenvolvimento é fornecida por muitos doadores não privados. A primeira tabela baseia-se nos números da ajuda oficial ao desenvolvimento (AOD) publicados pela OCDE para membros de seu Comitê de Ajuda ao Desenvolvimento (Development Assistance Committee ou DAC em inglês). Os membros não-DAC incluídos na publicação da OCDE são listados separadamente.
O Luxemburgo deu a maior contribuição como percentagem do rendimento nacional bruto (RNB) com 1,05% e a meta de AOD das Nações Unidas de 0,7% do RNB também foi ultrapassada pela Noruega (1,02%), Suécia (0,99%) e Dinamarca (0,71%)  A União Européia acumulou uma parcela maior do PIB como forma de ajuda externa do que qualquer outra união econômica. 

## Ajuda líquida oficial ao desenvolvimento por doador
Para ser qualificada como ajuda oficial ao desenvolvimento, uma contribuição deve conter três elementos:
1. Ser realizada pelo setor oficial (ou seja, um governo ou agência governamental);
2. Tendo a promoção do desenvolvimento econômico e do bem-estar como objetivo principal;
3. Em termos financeiros concessionais (ou seja, com termos de empréstimo favoráveis).

| Doador          | Ajuda total ao desenvolvimento | Ajuda ao desenvolvimento per capita | % do RNB |
| --------------- | ------------------------------ | ----------------------------------- | -------- |
| Austrália       | $2.95 bilhões                  | $129.92                             | 0.22     |
| Áustria         | $1.21 bilhões                  | $137.59                             | 0.27     |
| Bélgica         | $2.18 bilhões                  | $167.20                             | 0.42     |
| Canadá          | $6.4 bilhões                   | $170.25                             | 0.27     |
| República Checa | $0.31 bilhões                  | $18.85                              | 0.13     |
| Dinamarca       | $2.55 bilhões                  | $447.05                             | 0.71     |
| União Europeia  | $14.827 bilhões                | $27.03                              |          |
| Finlândia       | $1.13 bilhões                  | $234.13                             | 0.42     |
| França          | $12.18 bilhões                 | $137.35                             | 0.44     |
| Alemanha        | $23.81 bilhões                 | $214.73                             | 0.60     |
| Grécia          | $0.31 bilhões                  | $25.04                              | 0.14     |
| Islândia        | $0.07 bilhões                  | $120.29                             | 0.27     |
| Irlanda         | $0.94 bilhões                  | $151.2                              | 0.31     |
| Itália          | $4.9 bilhões                   | $63.38                              | 0.24     |
| Japão           | $15.51 bilhões                 | $73.58                              | 0.29     |
| Luxemburgo      | $0.47 bilhões                  | $609.48                             | 1.05     |
| Países Baixos   | $5.29 bilhões                  | $338.38                             | 0.59     |
| Nova Zelândia   | $0.56 bilhões                  | $90.75                              | 0.28     |
| Noruega         | $4.29 bilhões                  | $812.58                             | 1.02     |
| Polônia         | $0.68 bilhões                  | $11.45                              | 0.12     |
| Portugal        | $0.37 bilhões                  | $30.07                              | 0.16     |
| Eslováquia      | $0.13 bilhões                  | $16.56                              | 0.12     |
| Eslovênia       | $0.09 bilhões                  | $29.04                              | 0.16     |
| Coreia do Sul   | $2.52 bilhões                  | $37.13                              | 0.15     |
| Espanha         | $2.90 bilhões                  | $34.52                              | 0.21     |
| Suécia          | $5.40 bilhões                  | $701.10                             | 0.99     |
| Suíça           | $3.09 bilhões                  | $421.37                             | 0.44     |
| Reino Unido     | $19.37 bilhões                 | $284.85                             | 0.70     |
| Estados Unidos  | $34.62 bilhões                 | $95.52                              | 0.16     |

Membros não DAC relataram os seguintes números:
| Doador                 | Ajuda total ao desenvolvimento | Ajuda ao desenvolvimento per capita | % do PIB |
| ---------------------- | ------------------------------ | ----------------------------------- | -------- |
| China                  | $38 bilhões                    | $27,86                              | 0,36     |
| Croácia                | $0,05 bilhão                   | $12                                 | 0,14     |
| Estônia                | $0,04 bilhão                   | $23                                 | 0,13     |
| Hungria                | $0,15 bilhão                   | $15                                 | 0,1      |
| Índia                  | $30,66 bilhões                 | $21,24                              | 0,65     |
| Israel                 | $0,28 bilhão                   | $24                                 | 0,07     |
| Letônia                | $0,03 bilhão                   | $10                                 | 0,10     |
| Lituânia               | $0,06 bilhão                   | $14                                 | 0,11     |
| Malta                  | $0,04 bilhão                   | $22                                 | 0,3      |
| Catar                  | $2 bilhões                     | $757,80                             | 1,17     |
| Rússia                 | $1,14 bilhão                   | $8                                  | 0,03     |
| Taiwan                 | $0,502 bilhão                  | $21,3                               | 0,07     |
| Turquia                | $8,652 bilhões                 | $47                                 | 1,15     |
| Emirados Árabes Unidos | $12,24 bilhões                 | $467                                | 0,55     |